# Txera
La dinastia Txera (tàmil: சேரர் - anglès: Txera) fou una dinastia dràvida que va governar al sud de l'Índia abans de l'era Sangam de la cultura tàmil (300 aC i 250 dC) fins al segle xii.

## Extensió
Aquesta dinastia va governar la zona de l'actual Kerala i parts de la zona de l'estat modern de Tamil Nadu, com Kongu Nadu i el districte de Salem, amb capital a Vanchi Muthur, que se suposa que era la moderna Kodungallur al districte de Thrissur. Al segle ii, es va traslladar la capital a Karur o Karur Vanchi. La primera dinastia Txera es va extingir vers el 300.
La segona dinastia, hom sap que va governar a partir del segle viii des de Muziris, lloc a la riba del Periyar, probablement proper a l'actual ciutat de Kodungallur. Aquesta segona fase durà fins al 1112. Altres dues dinasties, els Chola a Coromandel i els pandya al sud-centre de la península varen governar al mateix temps.

## Història

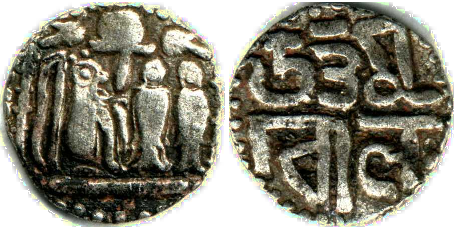
Moneda d'Uttama Chola (973 - 985). L'arc a l'esquerra és el símbol Txera, el tigre el símbol Chola i els dos peixos el símbol pandya

Els Txeres ja són esmentats com un dels tres regnes del sud al Ramayana. Asoka esmenta en els seus edictes un regne anomenat Kedalaputho, fora del seu domini, que podria ser l'Imperi Txera. L'anònim autor del Peryplus de la mar Eritrea l'esmenta com a Cerobothra (Keralaputhra), amb capital a Karur (avui a Tamil Nadu); Plini el Vell l'anomena Caelobothras. És probable que fossin xaivites. Una aliança liderada pels governants Pandya i Uthiyan Txeralathan fou derrotada pel rei Chola Karikala a la batalla de Venni de 190 aC. Alguns dels seus reis porten noms com Vanavaramban, Imayavaramban i noms similars. Les cròniques Sangam esmenten alguns reis Txeres, però els noms d'aquests es troben barrejats amb noms de poetes. Cal destacar-ne: 
1. Nedum Txeralathan
2. Palyane Chel Kezhu Kuttuvan
3. Kalankai Kanni Narmudi Cheral
4. Chenkuttuvan Txeran (Kadal Pirakottiya Vel Kezhu Kuttuvan)
5. Attu Kottu Pattu Txeralathan
6. Chelva Kadunko Azhi Athan
7. Thakadur Erintha Perum Txeral Irumporai
8. Kudako Ilam Txeral Irumporai.

Els primers reis Txera controlaven part de la regió de Kongu, les regions de Kodunthamizh a Travancore (Venadu) i la costa Malabar occidental (Kuttanadu) mitjançant vassalls. Estaven en contacte amb els satavahanes al nord; els grecs i romans els anomenaven yavana. Entre el segle iii i el VIII, quasi totes les referències en desapareixen: els kalabhres van envair el país tàmil, ven expulsar a les dinasties existents i van governar tres segles fins que foren desplaçats pels pallava i els pandya al segle vi.
El rei pandya Arikesari Parankusa Maravarman (vers 730 – 765) esmenta un poderós rei Txera al qual va derrotar en el seu govern. Sembla que conservaven el poder a Karur i van agafar el títol de perumal i patrocinaren la secta vaixnavita. Els pallava també esmenten els seus combats amb els Txera. El rei Pulikesin II va expulsar els pallava dels forts de Kanchi i va arribar fins al riu Kaveri, i això va portar la prosperitat als regnes Chola, pandya i Txera. Sota el pandya Parantaka Nedumjadaiyan (765-790), els Txera encara eren a Karur i estaven aliats als pallava. Pallavamalla Nadivarman va derrotar el pandya Varaguna amb ajut del rei Txera. Finalment, els perumals de Txera es van extingir i l'Imperi Txera a Kerala es va dividir llavors (1112) en diversos petits districtes independents l'un de l'altre, coneguts com a Nadus, entre els quals Eranad (terra dels eradis) o Polanad (terra dels poladis); el més famós d'aquestos regnes fou el de Calicut, el sobirà del qual fou conegut com el zamorín.